# 上野宮崎藩
宮崎藩（みやざきはん）は、徳川家康の関東入国の際に、上野国甘楽郡に置かれた藩。小幡領3万石を与えられた奥平信昌が、宮崎城（現在の群馬県富岡市宮崎）を居所としたことをもって藩の成立とする。関ヶ原の戦いの論功行賞によって奥平信昌が加増・転封されたため、廃藩となった。
江戸幕府の成立以前に消滅したために「藩」とは見なされないこともある。また、小幡領を治めた点で「小幡藩」の歴史の一部として扱われることもある。

## 歴史
奥平信昌は、三河国作手の国人奥平定能（貞能）の子で、長篠の籠城戦で著名な人物である。徳川家康の長女である亀姫と結婚し、家康の娘婿として重用された。
1590年（天正18年）8月に徳川家康が関東に転封されると、信昌には甘楽郡小幡領3万石が与えられた。信昌は宮崎城（現在の群馬県富岡市宮崎、富岡市立西中学校敷地）を居所とした。宮崎城は小幡氏の国峰城の支城として建設されていた城で、宮崎は近世には中山道の脇街道である下仁田街道の宿場（宮崎宿）となる場所である。
関ヶ原の合戦後の慶長6年（1601年）、奥平信昌は美濃国加納藩10万石に移封となった。宮崎城はこのとき廃城になったとされる。

## 備考
- 奥平信昌のあと、小幡地方（小幡領）の領主としては、水野忠清・永井直勝や織田信良らが入るが、何をもって「小幡藩」の成立の要件とするかについては諸説があり、本項の奥平信昌の藩の扱いも含め、書籍によって叙述が異なることがある（小幡藩参照）。織田氏については諸書で共通して小幡藩主として扱われるが、小幡村（現在の甘楽町小幡）に小幡陣屋が建設されるのは、2代藩主・織田信昌の時代の寛永19年（1642年）とされる[9][7]。それまでは福島宿（現在の甘楽町福島、下仁田街道の宿場町）の一角に陣屋を構えていたという[9][7]。
- 奥平氏の先祖伝承の中には、村上源氏赤松氏の一族が上野国甘楽郡奥平郷（現在の高崎市吉井町上奥平・下奥平）を領して奥平を苗字とし、その子孫が三河国作手に移ったとするものがある[3][10][注釈 3]。『群馬県史』（1927年）ではこの説については否定的であり、徳川家（松平家）が上野国新田郡に発祥すると主張されたことに対応する説であって、奥平信昌が奥平郷に近い宮崎の城主であったことから後世付会したものであろうとしている[12]。
- 信昌の末子・忠明は、徳川家康の養子となり松平苗字を許されて別家を興した（奥平松平家）。大名となった奥平松平家はのちに2家に分かれるが、そのうちの1家の松平忠恒が明和5年（1767年）に小幡藩に移封されており、以後廃藩置県まで奥平松平家が小幡藩を治めた。